# Нивелирная сеть

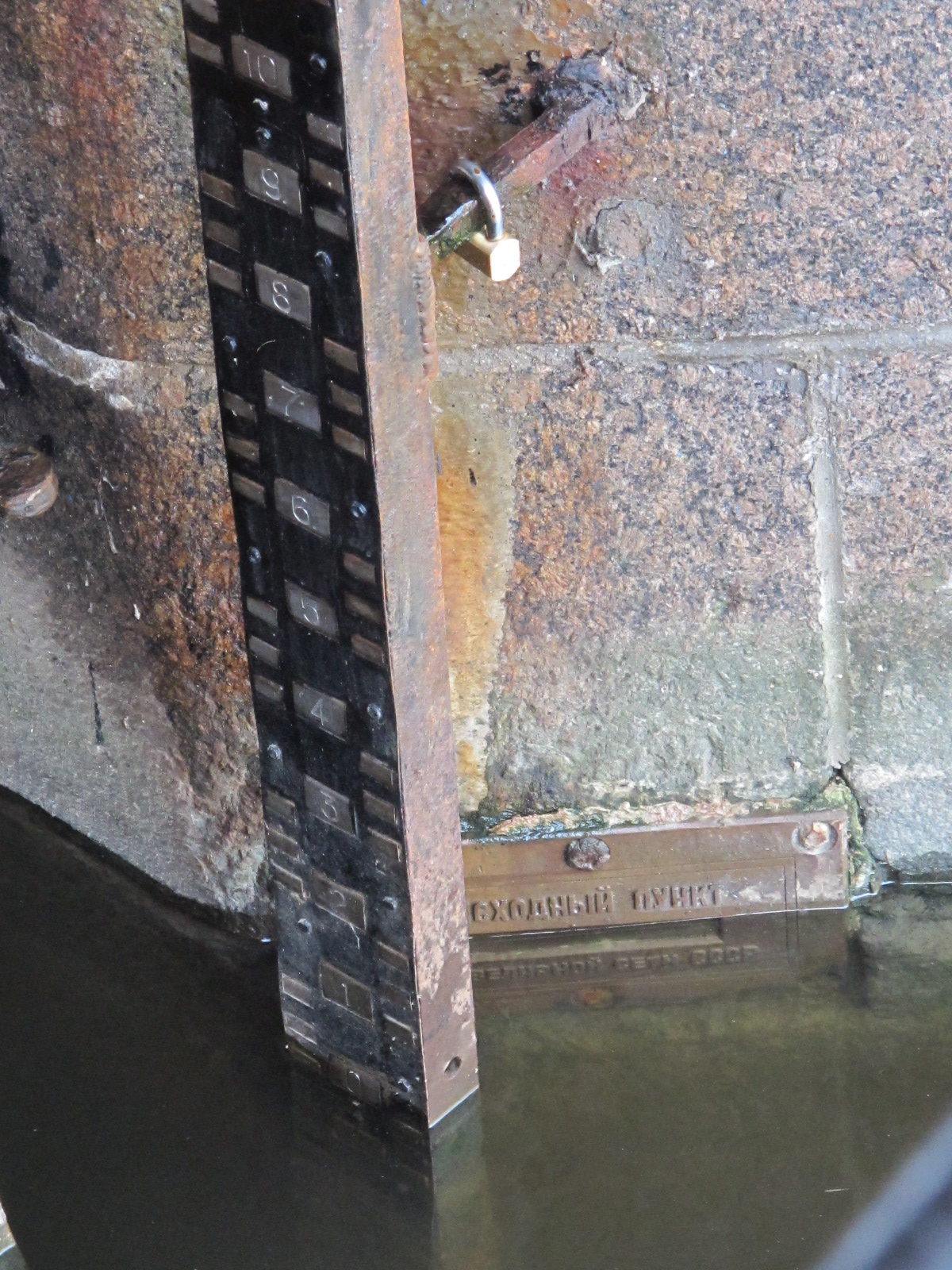
Исходный пункт нивелирной сети России

Нивелирная сеть (высотная геодезическая сеть) — сеть пунктов земной поверхности, высоты которых определены из нивелирования, от условного нуля (уровень чистого пола 1-го этажа или 1-й цикл наблюдений). Пункты сети обозначают на местности нивелирными марками, которые закладываются в стены долговечных сооружений или закрепляются на части конструкции сооружения (фундамент, колонна или стена). Нивелирная сеть служит высотной основой для строительства, а при повторных определениях нивелирных высот её пунктов используется также для изучения вертикальных движений земной коры или зданий и сооружений.
В России Государственная нивелирная сеть (ГНС) — совокупность нивелирных пунктов (реперов), заложенных непосредственно в грунт на некоторую глубину и используемых в целях установления или распространения государственной системы высот. Распространяет единую систему высот над уровнем моря на территорию всей страны, отсчитываемую в нормальной системе высот от нуля Кронштадтского футштока. Данная система называется Балтийской, установлена в 1977 году и является высотной основой всех топографических съемок и инженерно-геодезических работ, выполняемых для удовлетворения потребностей экономики, науки и обороны страны. За нуль Кронштадтского футштока принята горизонтальная черта на медной пластине, установленной на устое Синего моста через Обводный (Проводной) канал. Государственная нивелирная сеть России разделяется по классу точности на высокоточные нивелирные сети I и II класса, точные III и IV класса и технические. Для некоторых работ в Восточной Сибири всё ещё используется отдельная Тихоокеанская система высот.